# Chilton, Wisconsin
Chilton är administrativ huvudort i Calumet County i delstaten Wisconsin i USA. Enligt 2010 års folkräkning hade Chilton 3 933 invånare.